# Christoph Gottlieb Wend
Christoph Gottlieb Wend (auch Wendt) (* in der Lausitz; † November 1745; Pseudonyme: Selimantes, Selamintes) war ein deutscher Schriftsteller, Librettist und Übersetzer.

## Leben
Sein Lebensweg führte ihn von der Lausitz nach Hamburg, wo er vermutlich auch starb. Er verfasste Libretti für einige Opern Georg Philipp Telemanns, z. B. Flavius Bertaridus, König der Longobarden und Emma und Eginhard oder die lasttragende Liebe. Für einige Opern Georg Friedrich Händels, die an der Hamburger Oper am Gänsemarkt auf den Spielplan gesetzt wurden (z. B. Rodelinda, regina de’ Longobardi), textete Wend deutsche Rezitative, während die Arien unübersetzt blieben. Auch erstellte er die erste deutsche Übersetzung von Gullivers Reisen.

## Werke
- Die glückliche und unglückliche Liebe, oder der Unterscheid der menschlichen Gemüther [...] von Selamintes. Hamburg: Chr. Liebezeit, 1711. [Expl. Herzog August Bibliothek: Lo. 7145].
- Der närrische und doch beliebte Cupido [...] von Selamintes. Leipzig; Hall; Hamburg, 1713 [Staatsbibliothek München: P.o.germ.259.d; Beibd.1].
- Desfontaines, Pierre François Guydot, 1685-1745. Der Neue Gulliver, oder Johann Gullivers, eines Sohns vom Capitain Gulliver Reise. Berlin, Frankfurt, Leipzig, & Altona, n. pr. 1731 Anon. transl. Christoph Gottlieb Wend (Selimantes), Hamburg.
- Poetische Waaren / zu Marckte gebracht von Selimantes [pseud.], Hamburg : Gedruckt und verlegt durch seel. Thomas von Wierings Erben ; Leipzig : bey Philip Hertel, 1729.
- Ein Roman Ohne Roman: Oder, Die Geschichte Der Gräfin Von Gondez Von Ihr Selbst Beschrieben Und Aus Dem Frantzösischen Übersetzet Durch Selimantes. Gedruckt und verlegt durch seel. Thomas von Wierings Erben, Hamburg 1730.